# شارع

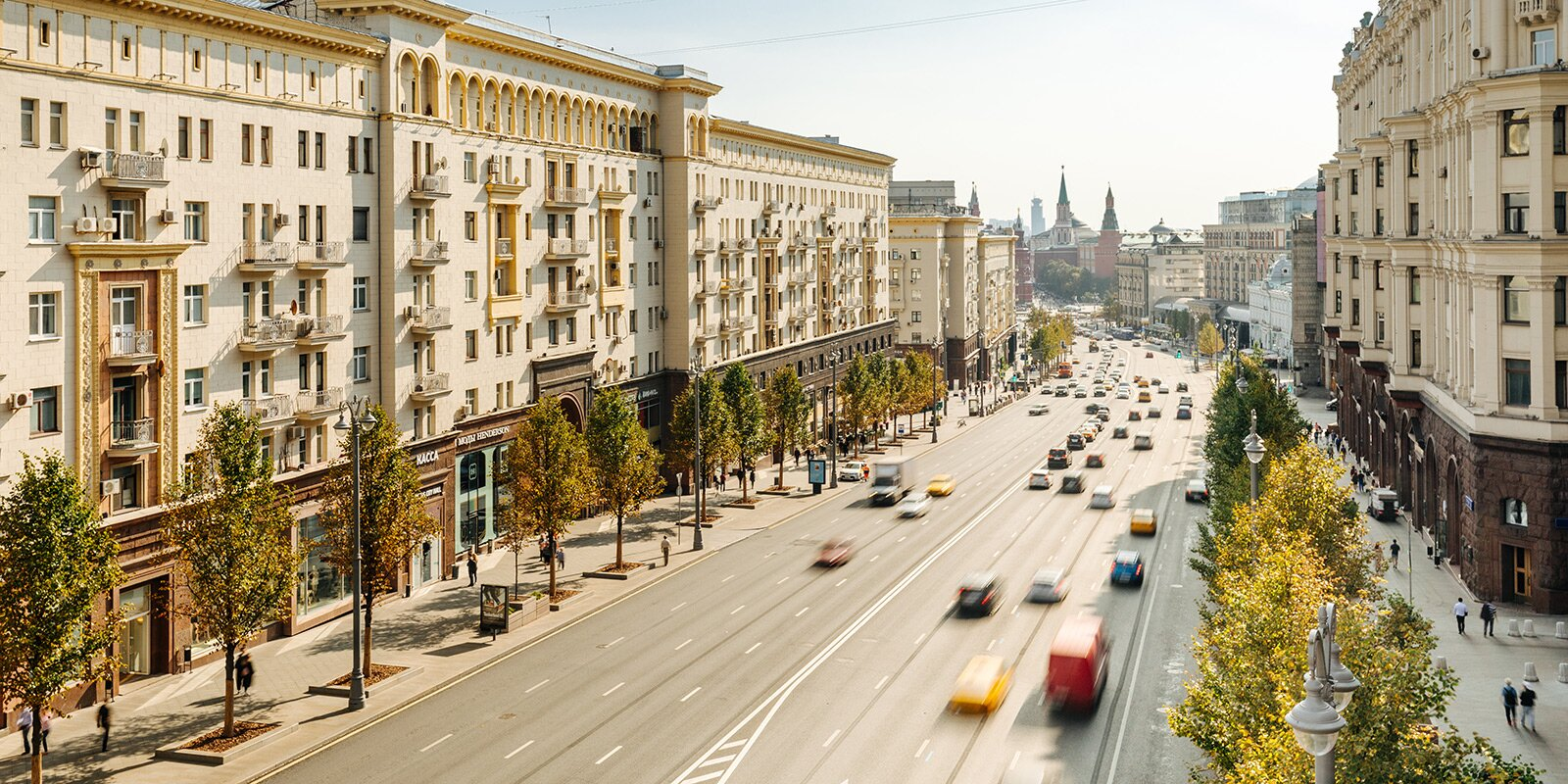
شارع في مدينة موسكو

## مصطلح الشارع
وقوله تعالى: {لكل جعلنا منكم شرعة ومنهاجا} (المائدة:48) روي
- شَارِعٌ: شَرَعَ ،يَشْرَعُ، مُؤَنَّثُهُ: شَريعةٌ .جَمْعُهُ: شَوَارِعٌ.
- شارع: طريق رئيسي من طرق المدينة.
- الشارع هو المكان العمومي وهو شكل من أشكال التطور الحضري.

## الفرق بين الطريق والشارع
- الشارع يمر ضمن مناطق سكنية عكس الطريق الذي يكون عادة خارج المناطق العمرانية.
- الشارع يحتوي في باطنه تمديدات البنى التحتية (قنوات الصرف الصحي - شبكات مياه الشرب - شبكات الكهرباء والهاتف).
- الشارع يستخدمه المشاة والسيارات بينما الطرق عادة تكون مخصصة للسيارات فقط.
- الشارع يربط بين نشاطات الناس ويؤمن التفاعل ويربط الطريق بين البلدات والمدن، فالشارع له وظيفة خدمة الأفراد بينما للطريق وظيفة خدمة المجموعات الكبيرة كالمدن والقرى.

## الفرق بين الشارع الرئيسي (الشريان) والجادة والدرب
الشارع الرئيسي: هو شارع به أكثر من مسرب تتم الحركة فيه بالاتجاهين بشكل مفصول كليا عن طريق جزيرة وسطية وتؤمن حركة المشاة على جانبيه عن طريق الأرصفة.
الجادة: هي طريق من مسرب واحد تتم فيه الحركة باتجاه واحد وعادة يكون مشجر من الجانبين بأشجار أو شجيرات ومستقيم.
الدرب: هو طريق أو شارع من مسرب واحد يفتقر إلى الأكتاف والأرصفة.

### الدور
الشارع عبارة عن منطقة ارتفاق عامة، وهو أحد الأماكن القليلة المشتركة بين جميع أنواع الناس، كجزء من البيئة المبنية القديمة مثل المسكن البشري، ويتمتع الشارع بوظائف متعددة ومتنوعة من ضمنها دعم مجموعة من الأنشطة الحيوية للحضارة.
الشوارع يمكن تصنيفها عمومًا إلى شوارع الرئيسية وشوارع الجانبية وعادة ما تكون الشوارع الرئيسية واسعة مع مستوى عالٍ نسبيًا من النشاط إذ تكون التجارة والتفاعل العام أكثر وضوحًا في الشوارع الرئيسية، وقد تستخدمها المركبات للسفر لمسافات أطول بينما تكون الشوارع الجانبية أكثر هدوءًا، وغالبًا ما تكون سكنية في الاستخدام والشخصية، ويمكن استخدامها لوقوف السيارات.

### الدوران
قد يكون الدوران، أو النقل بشكل أقل اتساعًا، هو الاستخدام الأكثر وضوحًا للشارع، وبالتأكيد من بين أهم الاستخدامات. تعد الحركة غير المقيدة للأشخاص والبضائع داخل المدينة أمرًا ضروريًا لتجارتها وحيويتها، وتوفر الشوارع المساحة المادية لهذا النشاط.
لمصلحة النظام والكفاءة، يمكن بذل جهد للفصل بين أنواع مختلفة من حركة المرور. يتم ذلك عادةً عن طريق تخصيص طريق مركزي للسيارات، وحجز الأرصفة على كلا الجانبين للمشاة؛ ترتيبات أخرى تسمح التزام، عربات، وحتى مياه الصرف الصحي والأمطار جريان الخنادق (شائع في اليابان والهند). في منتصف القرن العشرين، عندما كانت السيارات تشكل تهديدًا بإغراق شوارع المدينة بالتلوث والحوادث المروعة، أدرك العديد من المنظرين الحضريين أن هذا الفصل ليس مفيدًا فحسب، بل ضروريًا للحفاظ على التنقل.
نظر لو كوبري، على سبيل المثال، إلى الفصل الأكثر صرامة في حركة المرور باعتباره تأكيدًا أساسيًا للنظام الاجتماعي - وهو تعبير مرغوب فيه وحتي في النهاية عن الحداثة. ولهذه الغاية، تم تقديم مقترحات لبناء «شوارع عمودية» حيث تشغل كل من مركبات الطرق والمشاة والقطارات مستوياتها الخاصة. وقيل إن مثل هذا الترتيب سيسمح بتنمية أكثر كثافة في المستقبل.
لم يتم تنفيذ هذه الخطط بشكل شامل، وهي حقيقة يعتبرها منظرو المدن اليوم محظوظة للحيوية والتنوع. بدلا من ذلك، يتم تطبيق الفصل العمودي على أساس تدريجي، كما هو الحال في شبكات الصرف الصحي، أعمدة الكهرباء، الطرق السريعة والسكك الحديدية مرتفعة، القنوات الناقلة لفائدة مشتركة، مجمع واسع من مراكز التسوق تحت الأرض المحيطة محطة طوكيو وŌtemachi محطة المترو، للمشاة مرتفعة التلفريك شبكات منيابولس وكالجاري، والمدن تحت الأرض من أتلانتا ومونتريال، وشوارع متعددة المستويات في شيكاغو.
غالبًا ما يُساء فهم النقل على أنه السمة المميزة للشارع أو حتى الغرض الوحيد منه. لم يكن هذا هو الحال منذ أن أصبحت كلمة «شارع» مقصورة على المواقف الحضرية، وحتى في عصر السيارات، لا تزال خاطئة بشكل واضح. قد يتم حظر الشارع مؤقتًا أمام الجميع من خلال حركة المرور من أجل تأمين المساحة لاستخدامات أخرى، مثل معرض الشارع أو سوق السلع المستعملة أو لعب الأطفال أو تصوير فيلم أو أعمال البناء. العديد من الشوارع محاطة بأعمدة أو حواجز جير سيؤدي ذلك لإبعاد المركبات. غالبًا ما تُتخذ هذه الإجراءات في أكثر مناطق المدينة ازدحامًا، مناطق «الوجهة»، عندما يتجاوز حجم النشاط قدرة مركبات الركاب الخاصة على دعمه. الميزة الشاملة لجميع الشوارع هي تصميم على نطاق بشري يمنح مستخدميها المساحة والأمان للشعور بالاندماج في محيطهم، بغض النظر عن المرور عبر حركة المرور.

### أزمة مركبات
على الرغم من ذلك، قد ينظر مشغل السيارة (بشكل غير كامل) إلى الشارع على أنه مجرد طريق لسير المركبات أو وقوف السيارات. بقدر ما يتعلق الأمر بالسائق، يمكن أن يكون الشارع في اتجاه واحد أو اتجاهين: قد تسير المركبات في الشوارع ذات الاتجاه الواحد في اتجاه واحد فقط، بينما قد تسير المركبات الموجودة في الشوارع ذات الاتجاهين في كلا الاتجاهين. عادةً ما تحتوي الشوارع ذات الاتجاه الواحد على لافتات مكتوب عليها «طريقة واحدة» وسهم يوضح اتجاه السير المسموح به. معظم شوارع ذات اتجاهين واسعة بما يكفي لمدة سنتين على الأقل الممرات من حركة المرور.
التي حارة هو الذي اتجاه حركة المرور يعتمد على ما بلد يقع في الشارع. وفي شوارع أوسع في اتجاهين، غالبا ما يكون هناك خط الوسط ملحوظ أسفل وسط الشارع الفاصل بين تلك الممرات التي حركة مرور المركبات يسير في اتجاه واحد من الممرات الأخرى التي تسير فيها حركة المرور في الاتجاه المعاكس. من حين لآخر، قد يكون هناك شريط وسطي يفصل بين ممرات حركة المرور المتعارضة. إذا كان هناك أكثر من حارة تسير في اتجاه واحد على شارع رئيسي، فقد يتم فصل هذه الممرات بخطوط متقطعة للحارات، موضحة على رصيف الشارع. غالبًا ما لا تحتوي الشوارع الجانبية على خطوط مركزية أو خطوط حارة.

### مواقف للسيارات
تحتوي العديد من الشوارع، وخاصة الشوارع الجانبية في المناطق السكنية، على عرض ممر إضافي على أحد الجانبين أو كلاهما لمواقف موازية. لا تحتوي معظم الشوارع الجانبية الثانوية التي تسمح بوقوف موازٍ مجاني على علامات الرصيف التي تحدد مسار وقوف السيارات. غالبًا ما يتم وضع علامات على ممرات وقوف السيارات في الشوارع الرئيسية. بعض الشوارع مزدحمة للغاية أو ضيقة بحيث لا تسمح بوقوف السيارات على الجانب. يُسمح أحيانًا بالوقوف على جوانب الشوارع في أوقات معينة فقط. غالبًا ما تنص اللافتات الموجودة على جانب الرصيف على اللوائح الخاصة بوقوف السيارات. قد تحتوي بعض الشوارع، خاصة في مناطق الأعمال، على عدادات انتظار يتم فيها دفع العملات المعدنية للسماح بوقوف السيارات في الأماكن المجاورة لفترة محدودة. تعمل عدادات مواقف السيارات الأخرى على أساس بطاقة الائتمان والتذكرة أو الدفع والعرض. قد تحدد علامات حارات وقوف السيارات على الرصيف العداد المقابل لمساحة وقوف السيارات. تسمح بعض الشوارع الواسعة ذات حركة المرور الخفيفة بركن السيارة بزاوية أو ركن متعرج.

### حركة مرور الأرصفة والدراجات
غالبًا ما توجد أرصفة المشاة (استخدام الولايات المتحدة) أو الأرصفة (استخدام المملكة المتحدة) جنبًا إلى جنب على جانب واحد أو على جانبي الشارع عادةً داخل شرائط الأرض العامة خارج الحواجز. تخدم الأرصفة غرضًا مروريا، من خلال جعل المشي أسهل وأكثر جاذبية، ولكنها تخدم أيضًا وظيفة اجتماعية، مما يسمح للجيران بالالتقاء والتفاعل في نزهاتهم. يمكنهم أيضًا تعزيز النشاط الاقتصادي، مثل التسوق عبر النوافذ ومقاهي الأرصفة. وجدت بعض الدراسات أن المتاجر الموجودة في الشوارع ذات الأرصفة تحصل على عملاء أكثر من المتاجر المماثلة التي لا تحتوي على أرصفة.
عنصر مهم في تصميم الرصيف هو سهولة الوصول للأشخاص ذوي الإعاقة. الميزات التي تجعل الأرصفة أكثر يسرا وتشمل سلالم كبح، رصف طريق اللمس وإشارات المرور يمكن الوصول إليها. وقانون الأمريكيين ذوي الإعاقة يتطلب تحسين إمكانية الوصول في شوارع الجديدة والتي أعيد بناؤها داخل الولايات المتحدة.
في معظم الولايات القضائية، يُسمح للدراجات قانونًا باستخدام الشوارع، ويُطلب منها اتباع نفس قوانين المرور مثل حركة مرور السيارات. عندما يسمح حجم أوامر مرور الدراجات وحق الطريق المتاح، يمكن وضع أحكام لفصل راكبي الدراجات عن حركة مرور السيارات. قد يتم توفير ممرات أوسع بجوار الرصيف، أو قد يتم توفير أكتاف. يمكن استخدام ممرات الدراجات في الشوارع المزدحمة لتوفير بعض الفصل بين حركة مرور الدراجات وحركة مرور السيارات.
يمكن وضع ممر الدراجات بين ممرات السفر وممرات وقوف السيارات، بين ممرات وقوف السيارات والرصيف، أو لزيادة السلامة لراكبي الدراجات، بين الرصيف والرصيف. يمكن أن تؤدي هذه التصميمات الأكثر فقرا إلى حوادث Dooring وهي غير آمنة لركوب الدراجات.